# El Cuervo (Spanyolország)
El Cuervo (aragónul Lo Cuervo) település Spanyolországban, Teruel tartományban. El Cuervo Castielfabib községgel határos. Lakosainak száma 95 fő (2024).

## Népesség
A település népessége az utóbbi években az alábbiak szerint változott:
| Lakosok száma | 119  | 110  | 117  | 109  | 91   | 85   | 93   | 78   | 72   | 95   |
|               | 2001 | 2004 | 2007 | 2009 | 2012 | 2014 | 2017 | 2019 | 2022 | 2024 |